# Bulbophyllum rojasii
Bulbophyllum rojasii é uma espécie de orquídea (família Orchidaceae) pertencente ao gênero Bulbophyllum. Foi descrita por L.O.Williams em 1940.